# Héctor Gallego
Jesús Héctor Gallego Herrera (Salgar, Antioquia, Colombia, 7 de enero de 1938 - Santa Fe, Veraguas, Panamá, (desaparecido) 9 de junio de 1971), conocido simplemente como Padre Héctor Gallego, fue un sacerdote católico y misionero colombiano que desarrolló su misión pastoral en Panamá, específicamente en el distrito de Santa Fe de Veraguas. Fue acusado de comunista por los terratenientes del área y por el régimen militar de esa época, ya que emprendió proyectos sociales y organizó a la población pobre de la zona en sindicatos y en cooperativas de consumo con el fin de dignificar el trabajo campesino, porque en ese tiempo eran sometidos y explotados por las familias de poder.
Fue detenido y secuestrado por la Guardia Nacional la noche del 9 de junio de 1971 durante la dictadura militar de Omar Torrijos Herrera. En junio de 2018, después de 47 años de búsqueda, se confirmó el hallazgo de restos sepultados en el antiguo Cuartel de Los Pumas de Tocumen. 
La versión oficial dice que los restos no eran del cura Gallego, sino de Heliodoro Portugal, otro desaparecido durante la dictadura.

## Primeros años
Héctor Gallego nació 7 de enero de 1938 en el pueblo antioqueño llamado Montebello, del municipio de Salgar, República de Colombia, fue el primogénito del agricultor cafetalero Horacio Gallego y de Alejandrina Herrera. Fue el mayor de once hermanos: nueve hombres y dos mujeres. Estudió la primaria y la secundaria en Colombia. Recibió enseñanza filosófica en Santa Rosa, Antioquia y por último ingresó al Seminario Mayor Arquidiocesano de Medellín (1963-1965), regentado por el Padre Ignacio Restrepo Uribe, ya que desde pequeño mostró su inclinación al sacerdocio. En la diócesis de Jericó ejerció sus primeras tareas evangelizadoras.

## Arribo a Panamá
El joven Gallego, a la edad de 27 años, se entera por medio de un compañero de clases, llamado Plinio Mojica, de Panamá, que en la diócesis a la que pertenecía, fundada un año antes, sólo había nueve sacerdotes para atender a 160 mil personas y que algunas parroquias no tenían sacerdotes. En una visita que realizó el entonces Obispo de la recién creada Diócesis de Veraguas, Monseñor Marcos Gregorio McGrath a Medellín en 1965 a una reunión del Consejo Episcopal Latinoamericano, del cual era directivo; el seminarista Gallego, obtuvo permiso para hablar con el obispo McGrath y expresarle su deseo de trabajar con él en su Diócesis en Veraguas. 
Siendo seminarista, el joven Gallego llega por primera vez a Panamá con el reverendo Pablo Bueter en 1966 y se incorpora en la vida de los veragüenses el 5 de febrero de 1967; realiza sus primeras prácticas religiosas como diácono en la parroquia del distrito de San Francisco. Su trabajo diario se centró en el movimiento familiar cristiano y su labor pastoral de la parroquia y con los jóvenes del Grupo “San Francisco Mejor”. El 12 de julio de 1967, regresa a Medellín y el 16 del mismo mes fue ordenado sacerdote por Monseñor Marcos Gregorio McGrath. Regresa a Panamá el 13 de agosto del mismo año y su primera misa la celebró en el templo de la Parroquia de San Francisco. El 20 de agosto marchó de inmediato a Santa Fe para comenzar la organización de su futura parroquia.
Inicia su trabajo pastoral con un grupo de seminaristas, después de visitar todas las comunidades de Santa Fe, un área muy difícil por sus montañas y su población muy dispersa. El padre Gallego organiza el distrito en centros de comunidad circundantes, inicia las reuniones de estudio del Evangelio para la formación de las comunidades de base en el pueblo de Santa Fe y en los diferentes centros comunales. Organizó a los campesinos en varios programas que cambiarían su vida. En ese tiempo ya existían 30 comunidades de base que había organizado el padre Alejando Vásquez Pinto, quién era el sacerdote encargado del área de Santa Fe, y su guía cuando éste realizaba su práctica pastoral. Colaboró con el padre Alejandro Vásquez Pinto en Santa Fe y con las monjas franciscanas. Este era un distrito totalmente abandonado, de muy difícil acceso y a la vez subdesarrollada por falta de vías de comunicación: el campesino de esa región era esencialmente analfabeto, pobre, con mala salud y completamente disperso. Había pocas familias ricas unidas por lazos de parentesco que desarrollaban ampliamente su economía en esta zona. Esto provocabó un caciquismo existente desde la época colonial. Por lo tanto los indígenas de la zona eran totalmente sometidos y explotados a favor de los intereses personales de los terratenientes. Los campesinos eran pobres, de precaria salud; vivían lejos de la localidad principal. Santa Fe con unas 8,000 personas, no tenía párroco.
En el verano del año 1968 es nombrado párroco del distrito de Santa Fe por Monseñor McGrath; constituyéndose así la Parroquia de Santa Fe, siendo el padre Héctor Gallego, su primer párroco.

## El Plan Veraguas
Héctor Gallego, comprometido con la política social de la Iglesia tras el Concilio Vaticano II y la II Conferencia General del Episcopado Latinoamericano en Medellín, organizó un programa de evangelización de la fe al que solo asistieron los campesinos. El trabajo de Gallego en los campos de Veraguas estaba enmarcado dentro de un plan elaborado por la Iglesia católica, llamado Plan Veraguas, inspirado en un Catolicismo Progresista y en la Teología de la Liberación, que promulgaba por un crecimiento no solo espiritual, sino económico y político.
El Plan Veraguas consistía en crear las condiciones para romper los círculos viciosos del atraso. Este Plan fue elaborado por el reverendo Ricardo Seidel, con apoyo del Obispo de la provincia, Monseñor Marcos Gregorio McGrath y Edwin Fábrega, subdirector de Planificación de la Presidencia. El estudio identificó un analfabetismo del 51.7% de la población de 10 y más años de edad; y la región ocupaba el 87.5% de viviendas con piso de tierra, segundo lugar nacional, mientras que había criaderos de cerdos con piso de cemento; 80.4% de la población vivía sin agua potable ni servicio sanitario; 91.9% sin energía eléctrica; un 50% de la niñez sufría de malnutrición; y había una alta tasa de mortalidad por enfermedades infecciosas y parasitarias, y por tuberculosis en todas sus formas.Pero eran los tiempos de la Guerra Fría y la labor de la Iglesia chocaría no solo con los intereses de los terratenientes del área, sino con unas estructuras de poder atemorizadas con cualquier desafío al orden social establecido. Los terratenientes santafereños por el contrario, no querían comprometerse a nada que les exigiera un cambio de conducta. Por este motivo, el nuevo párroco se dedicó a aquellos que respondieron a su llamada. Con estas personas trabajó en los campos, durmió en sus chozas, compartió sus preocupaciones y al fin llegó a ser como uno de ellos. Les anunció la Buena Nueva y les hizo entender que tenían la dignidad de ser hijos de Dios, que la injusticia y la explotación no eran la voluntad de Dios y que Cristo les pedía su colaboración para construir un mundo mejor por medios pacíficos. Gallego atendía once centros campesinos organizados; se edificó una casa comunal en Santa Fe, se crearon las cooperativas de servicios múltiples, llamadas "Esperanza de los Campesinos" , pero los terratenientes los atacaron y amenazaron; entre ellos, Álvaro Vernaza Herrera, quien enfrentó el Plan Veraguas, la reforma agraria y otros proyectos socioeconómicos del gobierno y la Iglesia católica en la región. El Obispado de Veraguas se pronunció con firmeza al respecto. En 1968, se robaron las urnas en las elecciones generales en las que competían el Ing. David Samudio y el Dr. Arnulfo Arias Madrid y fueron culpados los evangelizadores. Héctor Gallego fue acusado, entre otras cosas, de ser "comunista y terrorista".

## Golpe de Estado Militar del 11 de octubre de 1968
La noche del viernes 11 de octubre de 1968 en la República de Panamá, los mandos medios de la Guardia Nacional de Panamá encabezado por el Mayor Boris Martínez, el teniente coronel Jose Humberto Ramos, Rubén Darío Paredes y otros militares dirigieron un golpe de Estado militar, derrocando al presidente electo y constitucional Arnulfo Arias Madrid, quien tenía 11 días de haber tomado posesión del cargo. Este hecho marcó el inicio de 21 años de una represiva Dictadura Militar, que dejó como saldo cientos de muertos y desaparecidos.
En medio de estos cambios, continuaron los conflictos entre terratenientes y campesinos. A esta situación se sumó la oposición armada al gobierno militar por parte de guerrillas del panameñismo y algunos grupos de la izquierda, con focos en las ciudades terminales, Coclé y Chiriquí. Las relaciones con la Iglesia católica eran tensas, y algunos sacerdotes, entre ellos Carlos Pérez Herrera, fueron encarcelados por su participación en los movimientos sociales. Tomás Alberto Clavel Méndez, entonces Arzobispo de Panamá, atacó al nuevo régimen. Algunos sacerdotes se sumaron a la protesta. Monseñor Martín Legarra asumió el Obispado de Veraguas a inicios de abril de 1969. Al final, el arzobispo Clavel dimitió de su cargo. El 10 de febrero de 1969○3 fue designado arzobispo de Panamá por el papa Pablo VI, Marcos Gregorio McGrath, mentor de Héctor Gallego.
El 16 de diciembre de 1969 ocurrió un golpe fallido contra Omar Torrijos efectuado por los Tenientes Coroneles Amado Sanjur, Nenzen Franco, y Ramiro Silvera, lo cual generó una mayor tensión política.

## Conflictos con el Régimen Militar
El modo de vida de la población santafereña antes de la llegada del padre Héctor Gallego no había cambiado mucho desde la época colonial, cuando se instalaron allí un grupo de familias (los Castrellón, los Hernández, los Palacio, los Ábrego o los Vernaza Herrera), estos últimos, parientes del entonces dictador Omar Torrijos Herrera, clanes que llegaron a adquirir el control de las tierras y del comercio local. Después del golpe militar, las comunidades campesinas comenzaron a vivir un período de terror. Muchos terratenientes aliados con funcionarios gubernamentales arrebataron tierras a las comunidades campesinas y acentuaron la explotación de los jornaleros que trabajaban dentro de sus propiedades. Además, la producción de los campesinos en las tierras comunales era acaparada por los terratenientes, quienes les compraban los productos a precios irrisorios para que en épocas de escasa producción poder vendérselas a precios sumamente altos. Los proyectos comunales del padre Gallego eran el único bastión de lucha para evitar la explotación y la profundización del empobrecimiento del campesinado del distrito de Santa Fe en Veraguas.
En 1968 se implantó por fin un sindicato al cual muchos se inscribieron; otro de los grandes planes del padre Gallego fue la implementación de Cooperativas de Consumo e indujo a los campesinos a creer que podían ser dueños de su destino a través del trabajo colectivo y el apoyo mutuo entre los de su clase. Los terratenientes seriamente perjudicados con esto, culparon del asunto al párroco sacerdote colombiano. En junio de 1969, empezaron los ataques, incluso algunos aldeanos le dieron una paliza al padre Gallego en el mes de junio y en diciembre del mismo año lo arrestaron. No obstante fue puesto en libertad porque se comprobó que todas las acusaciones eran calumnias.
El 2 de julio de 1970, Héctor Gallego fue detenido por agentes de la Guardia Nacional de la provincia de Veraguas, acusado por Álvaro Vernaza Herrera de quemar una planta eléctrica. El Arzobispo McGrath habló con el general Omar Torrijos Herrera para que lo liberaran. Lo soltaron con el compromiso de viajar a Panamá al día siguiente para entrevistarse con el General Torrijos. El 3 de julio, el Padre Gallego se entrevistó con el General Torrijos, y llegó a acuerdos importantes para llevar adelante la reforma agraria y alcanzar los objetivos trazados por el Plan Veraguas. Se suscitó entonces un nuevo incidente: Vernaza intentó atropellar con su Jeep al religioso Gallego, y golpeó con un cable al padre Alejandro Vásquez Pinto en Santa Fe. La Conferencia Episcopal protestó públicamente. El 16 de julio de 1970, Álvaro Vernaza fue relevado del cargo de Director Regional en el Instituto Nacional de Agricultura. Meses después, Vernaza fue nombrado administrador del Instituto Nacional de Agricultura (INA) en Divisa.
El padre Héctor Gallego hizo un viaje a Colombia el 23 de enero de 1971 para pasar sus vacaciones y regresó a Panamá el 14 de marzo. A su regreso, realizó un campamento del 22 al 28 de marzo de ese mismo año con jóvenes universitarios de la comunidad de Chilagre. La Guardia Nacional detuvo a varios universitarios para comprobar que no fueran guerrilleros. Los diarios atacaron el proyecto social de la Iglesia católica. Nuevamente, tras una correspondencia de por medio, se entrevistaron el Padre Gallego y el General Torrijos el 30 de marzo y convinieron en que el Padre y el General estudiarían la mejor forma de llevar a cabo un plan de desarrollo en Santa Fe.
En mayo de 1971 las relaciones entre las comunidades campesinas de Santa Fe y los funcionarios gubernamentales aceleraron su deterioro. Los funcionarios encargados del área agrícola no compartían las sugerencias propuestas por el campesinado para el plan de desarrollo agrícola de la región. Las conclusiones de los campesinos alarmaron enormemente a los miembros del Estado Mayor, pues consideraban que las propuestas campesinas se orientaban a provocar la recuperación de tierras, adquirir el control del comercio, aumentar la producción y garantizar los servicios de salud para los campesinos. La cúpula de la dictadura militar dio carta abierta para que se ejerciera presión sobre Gallego para obligarlo a encuadrar sus actos dentro de los lineamientos del régimen. El 4 de mayo, Gallego solicitó por telégrafo una reunión con Torrijos para informarle de los resultados de las reuniones con campesinos, pero el 16 de mayo se le informó que la reunión sería imposible por el momento. En la madrugada del 22 al 23 de mayo de 1971, enemigos del trabajo de la Iglesia Católica y del gobierno, incendiaron el rancho donde dormía Gallego logrando escapar milagrosamente; esto lo obligó a refugiarse en casa de Jacinto Peña y Clotilde Toribio de Peña.
El 31 de mayo, Gallego viajó a la ciudad de Panamá para asistir a un curso con Joseph Comblin. El 1 de junio de 1971 el padre Gallego hizo un nuevo intento para obtener una entrevista con el jefe del Estado Mayor, con el propósito de presentarle las principales peticiones de los dirigentes campesinos sobre el plan de desarrollo para el campo. Su gestión no logró materializarse. Al no lograr entrevistarse, escribió una carta al General Torrijos donde expresaba la preocupación de los dirigentes de las comunidades campesinas, quienes consideraban que las reuniones con el Gobierno no tomaban en cuenta el deseo manifiesto de los campesinos de colaborar con un plan para la solución de los problemas que ellos habían estudiado y analizado. El Padre Gallego le expresaba al General Torrijos, además, su temor de que tal actitud de ignorarlos, pudiera influir contrariamente en el campesinado. Durante su estadía en la Ciudad de Panamá, el 4 de junio de 1971, Gallego concedió una entrevista al Jesuita Julián Leucona, en la emisora Católica Radio Hogar, donde arremetió contra los grandes comerciantes y terratenientes de la región de Santa Fe y señaló que la orientación del movimiento social y político que se estaba gestando en Santa Fe tenía que irradiarse a todo el país. Sus declaraciones alarmaron enormemente a los dirigentes de la dictadura, quienes giraron instrucciones para desmembrar la cooperativa. 

"Sí han rechazado el movimiento porque es un movimiento de cambio. Un movimiento de cambio desde el punto de vista religioso, social. Entonces, eso es lo que ocurre en todas partes, no solamente aquí, sino en toda América Latina, imagino que en el mundo entero ocurre eso. Cuando sale una idea nueva entonces es Comunismo. Cuando hay un cambio en la Iglesia, entonces son cuadrados o protestantes".
Palabras de Héctor Gallego en Radio Hogar de Panamá.

## Desaparición y Muerte
Urgía a los militares acallar, sin demora, al sacerdote, la que movía voluntades hacia la consecución de una patria en donde resplandeciera la verdad y la justicia; era un imperativo de los militares eliminar al hombre que representaba una bandera contra el atropello y despojo cometido por personajes del régimen y por los terratenientes satafereños que siempre habían explotado a los campesinos. El Estado Mayor toma la decisión de capturar y deportar a Gallego acusándolo de comunista  e inventar una serie de delitos subversivos y justificar su deportación. Lo cierto es que los altos mandos del instituto armado sabían sobre la operación que se estaba tramando en contra del padre Gallego.
El Padre Gallego retomó la vía de regreso a Veraguas el 6 de junio de 1971. Al día siguiente en la mañana, los señores Eugenio Magallón y Melbourne Walker, miembros de la inteligencia militar, llegaron a la tienda de la Cooperativa en Santa Fe, indagando sobre Gallego. Estos agentes bajaron a la comunidad de El Carmen donde estaba trabajando en la Casa Comunal, y hablaron con él. Gallego le escribió el día 8 de junio de ese año a Monseñor Martín Legarra, informándole sobre la investigación de la quema del rancho. Ese día llegaron dos agentes del DENI (Departamento Nacional de Investigaciones, en aquel entonces era la policía secreta encargada de las desapariciones de personas opositoras a la dictadura), a quienes el Padre Gallego les dio información, según dejó escrito. Finalizó su nota indicando que esa semana estaría en El Carmen. La noche del 9 de junio de 1971, Héctor Gallego y Jacinto Peña, persona que le había dado alojamiento tras el incendio de su rancho un mes antes, se acostaron a eso de las 10 de la noche tras haber cenado. Una hora más tarde, tres sujetos llegaron en un vehículo jeep Toyota Land Cruiser color verde, con la capota blanca, tocaron la puerta de la casa del campesino; quien abrió la puerta fue Héctor Gallego. Dos, de los tres sujetos respondían a los nombres de Eugenio Magallón y Melbourne Walker, miembros en ese entonces de la Guardia Nacional, quienes le solicitaron a Gallego que los acompañara al cuartel militar, ya que por órdenes superiores se requería su presencia. Ante su negativa, fue sacado de la casa a la fuerza, golpeado y secuestrado. Actualmente, sus restos fueron encontrados en el antiguo cuartel de los Pumas de Tocumen.
Héctor Gallego tenía pleno conocimiento que su vida corría peligro, ya que su movimiento social en Santa Fe, de Veraguas, había causado molestias entre los terratenientes y la cúpula del régimen militar. Ante cualquier evento, Gallego exhortó a los campesinos a seguir adelante con los proyectos comunales:

"Ustedes saben que ya me están persiguiendo y en cualquier momento me pueden hacer alguna cosa. Ustedes son responsables de llevar a cabo el programa de Evangelización que encausará la liberación de los hombres de este mundo y en especial en Santa Fe. Es por esto que les digo, que si desaparezco no me busquen sino que sigan la lucha, por que lo importante es la salvación de todos los hombres de la explotación y esclavitud ocasionada por los explotadores y por esto hay que morir si es necesario. Este es el compromiso último de un cristiano.".
Palabras de Héctor Gallego a los campesinos de Santa Fe de Veraguas.

Más de una docena de testigos afirma que desde las 8:30 de la noche del 9 de junio de 1971, vieron el vehículo Jeep que recorrió las comunidades que van desde San Francisco hasta el Carmen (10:30 p.m.) y Santa Fe (12:10 a.m.). Al conocer la noticia de la desaparición de Héctor Gallego, cientos de campesinos con machete en mano salieron esa noche a buscar por los caminos, trechos, ríos y matorrales a Gallego, pues pensaban que lo habían golpeado y tirado por alguno de esos sitios. Se iniciaron investigaciones sumarias el 10 de junio de 1971, hasta la aparición en televisión del Obispo de Veraguas, Monseñor Martín Legarra, quien declaró excomulgados a los autores intelectuales y materiales del secuestro del Padre Gallego; Álvaro González, uno de los enemigos del proyecto social de la iglesia y el gobierno, se suicidó el 13 de julio de ese año. Finalmente el 26 de junio de 1973, se cerraron, sin resultados, las investigaciones del caso. Solamente se reiniciaron luego de un proceso iniciado en 1990, que entró en su etapa de juicio el 26 de octubre de 1993. Fueron hallados culpables el 21 de noviembre del mismo año Melbourne Constantino Walter Nevans, miembro activo del cuerpo de inteligencia del G-2 y Eugenio Nelson Magallón Romero (actualmente prófugo) del S-2 de la 3.ª Zona Militar en Veraguas, a cargo del capitán Eros Ramiro Cal, y Nivaldo Madriñán, todos militares, mientras que el 29 de abril del año siguiente, Oscar Agrazal fue absuelto. Un informe estadounidense señala a un oficial Magallón como el responsable de haber golpeado al sacerdote y de haberlo metido en un automóvil. Fue asistido por otro militar, de apellido Agrazal, y otros dos militares estaban dentro de un jeep.

## La Búsqueda de los Restos de Héctor Gallego
Tras haber tenido noticias sobre el posible paradero de los restos del padre Héctor Gallego, el 22 de septiembre de 1999, se inició una excavación en el antiguo cuartel de Los Pumas de las Fuerzas de Defensa, donde se encontró una osamenta humana. Se da inicio a la investigación con numerosas pruebas de ADN con la finalidad de confirmar la pertenencia en vida de los restos. Finalmente, el 21 de agosto de 2000, se comprobó científicamente que la osamenta encontrada no era del padre Gallego, sino del dirigente socialista Heliodoro Portugal, quien fue secuestrado en 1970 en el Café Coca Cola en Santa Ana por miembros de la Guardia Nacional vestidos de civiles, al ser compañero de luchas del también desaparecido por la dictadura, Floyd Britton y férreos opositores al régimen de Torrijos.
En junio de 2018, después de 47 años de búsqueda, se confirmó el hallazgo de restos humanos sepultados en el antiguo Cuartel de Los Pumas. 
La recolección de muestras y custodia de los restos fue manejada de forma irregular. Fueron enviados para análisis a un laboratorio llamado Fairfax, cuyos métodos se había comprobado ser no idóneos en un proceso previo tras compararlos con resultados de otros dos laboratorios.
La versión oficial dice que los restos no eran del cura Gallego, sino de Heliodoro Portugal, otro desaparecido durante la dictadura.

## Causas de su Desaparición y Muerte
En conflicto entre Héctor Gallego y los terratenientes santafereños, fue que el sacerdote colombiano, organizó y dignificó el trabajo del campesino, humildes y analfabetos, que eran explotados por los sectores de poder. Los organizó en sindicatos y cooperativas donde aprendieron de manera colectiva a disfrutar de los frutos de su trabajo, esto, causó una gran incomodidad entre los terratenientes, quienes lo acusaron de ser comunista, ya que sus intereses se vieron perjudicados. De igual manera, las sectores de poder del distrito de Santa Fe, estaban emparentados familiarmente con Omar Torrijos, lo que dado indicios de una complicidad entre en régimen militar de ese entonces con los intereses de las familias acaudaladas. 
El 23 de junio de 1992, el sargento Melbourne Walker, que ya había sido condenado por la desaparición de Gallego, entrega una carta al padre Fernando Guardia, con quien ya mantenía conversaciones, en la que confesaba haber investigado sobre Héctor Gallego, mas negaba tener algo que ver con su desaparición. Walker asegura en la carta que recibió órdenes expresas de Manuel Antonio Noriega, quien era el jefe del G-2 de la Guardia Nacional en ese entonces, de investigar el paradero del prelado colombiano. La información que logró recopilar en Santa Fe sobre el padre fue puesta en manos de Edilberto del Cid, jefe del escuadrón especial, ‘Macho de Monte’. 

"Noriega le había dicho que todo el Estado Mayor había decidido sacar a Gallego del país y además dijo que cuando vigiló a Gallego él pasó esa información a los Macho de Monte, comandados por Edilberto Del Cid y Juan González. Otros agregan al Flaco Espinoza. Cosa extraña, pero en el expediente no aparece ninguna investigación de esa carta y resulta lógico preguntarse ¿por qué el fiscal Carlos Augusto Herrera no investigó este importante documento para dar con la verdad?"
Carta de Melbourne Walker al padre Fernando Guardia.

Walker en su carta, también sostuvo: 

"Gallego fue transportado vivo a Panamá y lo dejaron bajo custodia de unos miembros del G-2 en la casa de Bella Vista que está a un costado del colegio María Inmaculada'. Esta es la famosa ‘Charquita'. ¿Qué tal si algo grave pasó en la Charquita y eso no fue responsabilidad directa de Noriega? Todos los que estaban en la Charquita venían de Chiriqui. Noriega, le dijo algo al padre Leo Mahon: ‘Padre, algún día se va a levantar la piedra y seguro allí estará la culebra, pero no van a poder decir que era Noriega".

## Legado
El principal legado del padre Héctor Gallego fue la organización campesina para así evitar ser víctimas de los abusos y explotaciones de los terratenientes de Santa Fe.
El Padre Jesús Héctor Gallego organizó el Movimiento Popular Cristiano de Santa Fe, con valores y principios comunitarios, donde tuvo su resonancia a nivel nacional, logrando presentar una propuesta Presidencial, candidato a la presidencia de la República el señor Ricardo Barría, campesino de la provincia de Veraguas. Este movimiento ha sobrevivido durante todos estos años y se ha encalado en movimientos de otras regiones de los Países Centroamericanos.
Sus primeras acciones pastorales: Conocer la realidad de los campesinos de Santa Fe, establecer un plan pastoral de Evangelización y organizar la descentralización del distrito en centros comunales, en toda el área de Santa Fe; donde construye con la comunidad, las casa comunales, para realizar reuniones, cursillos y seminarios de capacitaciones y formación a los campesinos.
Logros en Santa Fe por su trabajo: La creación del Movimiento Popular Cristiano de Santa Fe, la creación de la Cooperativa la Esperanza de los Campesinos, La organización de la Juventud y amas de casa (Mujeres), la creación de los grupos de base de producción comunitaria, la creación de la Escuela de Formación para que los Adultos pudieran aprender a leer, escribir, las conexiones con las luchas de las organizaciones populares del país y un sistema montado y funcionando de temas que se analizaban en reuniones, talleres de reflexiones, en todas las comunidades.
Metodología: Uno de los instrumentos metodológicos fueron las orientaciones de Pablo Freire, donde se generó la reflexión, el análisis crítico de la realidad, despertando conciencia y conocimiento, a través de la creación del conversatorio, girar sobre un punto para luego tomar decisiones. Los círculos de estudios se refiere a que todos los asistentes en orden del círculo tienen que opinar sobre el punto o tema que se está analizando. El programa se basaba básicamente en: Visitas a las comunidades bajo programación mensuales, seminario de liderazgo, cultos dominicales de reflexión y análisis de la realidad, descentralización de la parroquia, en centros comunales, organización comunitaria de la población, círculos de estudios, para promover el diálogo y el conocimiento, se inculcaba los valores y principios humanos y comunitarios, y en temas de formación cristiana.

## Homenajes
A un costo de 37.5 millones de dólares, el gobierno panameño bajo la Presidencia de Juan Carlos Varela, construyó la carretera El Guabal–Río Luis–Calovébora, y que lleva el nombre del desaparecido sacerdote católico colombiano. La vía beneficiará a unas 15 mil personas del Norte de Veraguas. 
El 29 de abril de 2019, el entonces ministro de ambiente de Panamá, Emilio Sempris, creó el parque nacional Reverendo Padre Jesús Héctor Gallego Herrera, ubicado en la provincia de Veraguas, con una extensión de 78,405 hectáreas. 

## Proceso de Beatificación
Al solicitar un nuevo examen a algunos restos encontrados en el cuartel de Los Pumas de las extintas Fuerzas de Defensa de Panamá, la Iglesia Católica panameña busca corroborar si alguno de estos pertenece al padre Héctor Gallego, pues existe la intención de beatificarlo. Solo con la certeza de que los restos encontrados correspondan al padre Gallego, será posible iniciar la causa de beatificación. El arzobispo de Panamá, José Domingo Ulloa, se refirió al tema:

"No puede hacer ninguna causa mientras no exista el cuerpo, sin éste no se puede iniciar el proceso"